# كانون 80 دي

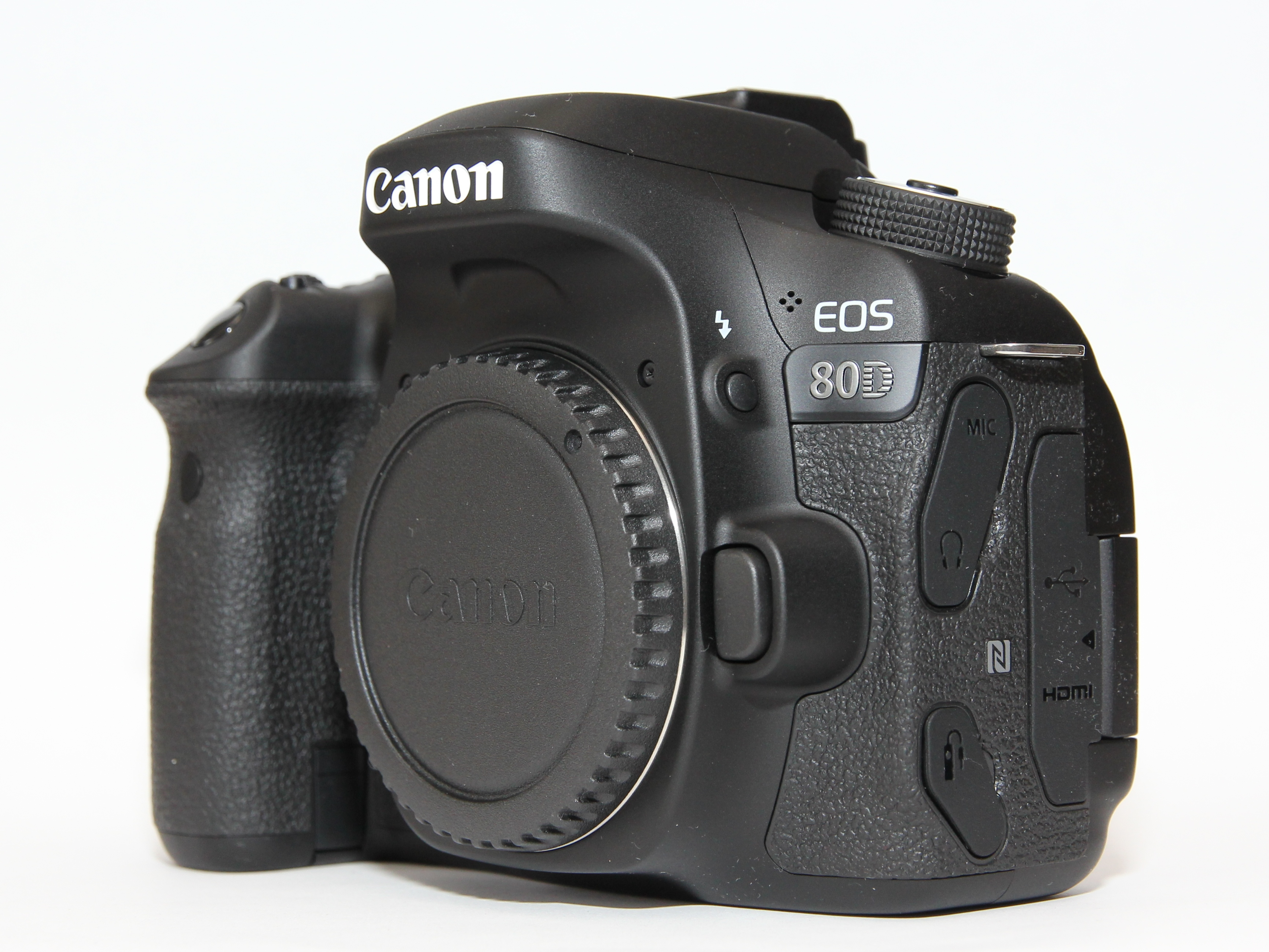
كانون 80 دي

كانون 80 دي هي من المنتجات الحديثة من شركة كانون فيما يخص كاميرات الفئة المتوسطة المنتمية إلى صنف الكاميرات الرقمية ذات العدسة الأحادية. هذه الكاميرا هي بمثابة العهد الجديد وخليفة الكاميرا التي تم الكشف عنها سابقا والمعروفة باسم كانون canon eos 70D لكن بمميزات وتحديثات جذرية.

## مميزات
- مستشعر أو حساس الكاميرا: CMOS de 22,3 x 14,9 mm.
- معالج الكاميرا: DIGIC 6.
- نوع العدسات المتوافقة مع الكاميرا: EF/EF-S مع بعد بؤري يعادل 1.6 مضروب في البعد البؤري للعدسة.
- نوع التركيز: TTL-CT-SIR مع جهاز استشعار CMOS.
- توازن اللون الأبيض تلقائي مع صورة الاستشعار.
- شاشة الكاميرا: من نوع TFT تعمل باللمس.
- الفلاش المدمج: الرقم المرشد 12، تغطية الفلاش يصل إلى بعد بؤري 17mm.
- صيغ الصورة: دعم التوافقي بين RAW + JPEG, M-RAW + JPEG, S-RAW + JPEG.
- صيغ الفيديو: MP4 وMOV.[3]